# 우리별 일호와 얼룩소
"우리별 일호와 얼룩소"는 2014년에 개봉한 대한민국의 극장용 장편 애니메이션이다. '무림일검의 사생활', '아빠가 필요해' 등의 단편 애니메이션으로 널리 알려진 장형윤 감독이 연출한 작품이다.

## 줄거리
음악가를 꿈꾸는 평범한 대학생 경천은 음악과 사랑 등 인생의 모든 것이 잘 풀리지 않아 마음을 잃어버리고 만다. 어느 날 경천은 알 수 없는 마법의 힘에 의해 얼룩소로 변해버리고, 마음을 잃고 동물이 된 인간의 간을 노리는 오사장과 동물이 된 인간을 태워버리려는 소각자에 의해 쫓기게 된다. 우주에서 수명이 다해 지구와 교신이 끊긴 채 홀로 떠돌던 우리별 1호는 경천이 부르던 노래에 관심을 두고, 노래를 부른 사람을 찾아 지상으로 내려온다. 그런데 지구로 오는 과정에서, 휴지가 된 마법사 멀린이 부린 마법에 의해 우연히 여자의 모습으로 변하게 된다. 이후 얼룩소가 된 경천과 사람이 된 인공위성 일호, 그리고 멀린이 다함께 경천의 옥탑방에서 만나게 되고 셋의 이상한 동거가 시작된다.

## 작품 특징
장형윤은 한국영화아카데미(KAFA) 출신으로 연상호 등과 함께 한국 독립애니메이션계에서 가장 널리 알려진 감독 중 한 사람이며 스튜디오 '지금이 아니면 안돼'를 세운 장본인이다. 장형윤의 작품은 “어딘가 어설퍼 보이는 그림과 내용에 잔잔한 분위기와 달콤한 사랑이야기, 그리고 거기에 더해진 예측할 수 없는 개그감각을 가졌다.”라는 평가를 받을 정도로 자신만의 독특한 작품세계를 구축하고 있는데, 내용이나 등장인물 등으로 보았을 때 이 작품도 그 연장선상에 있다고 볼 수 있다.
특히 이 작품에서는 대한민국 최초의 국적위성인 우리별 1호가 여주인공으로 등장한다. 우리별 1호를 여주인공으로 설정한 이유에 대해 장형윤 감독은 “우리별 1호의 기령(機齡)이 사람으로 치면 20대 초반이고 몸무게가 사람과 비슷하며 지구와 교신이 끊긴 위성이 지구를 계속 바라보고 있다는 것과 날아갈 수 있다는 점이 좋았다.”고 밝혔다.
주인공 경천의 이름은 음악감독인 고경천에게서 따왔다. 이름뿐만 아니라 음악가라는 설정도 같다. 현대 한국 젊은이들의 삶을 반영한 작품답게 홍대 거리나 서울타워, 한강둔치 같은 실제 배경이 등장하는 점도 눈에 띈다.

### 장형윤 감독의 이전 작품들과의 연관성
인공위성이 사람으로 변한다는 설정은 감독의 전작인 '무림일검의 사생활'의 주인공 진영영이 자판기의 모습을 하고 있다가 원하는 때에 사람으로 변신할 수 있다는 설정과 비슷하다. 또한 사람이 된 인공위성과 얼룩소가 된 사람 사이의 사랑 이야기라는 소재는 장형윤 감독이 'Tea Time'이나 '무림일검의 사생활' 등에서 보여주었던 특이한 존재 간의 사랑 이야기와 닮아 있다. 그 외에도 이 작품에서는 그동안 장형윤 감독의 여러 전작에서 등장했던 여러 가지 설정이나 표현, 캐릭터를 가져온 것을 볼 수 있다. 한편, 장형윤의 단편 중 2008년작인 '오! 인디풀영화제 트레일러'에서는 이 작품의 장면과 매우 유사한 상황설정이 등장하며, 2009년작인 '내일은 평범해 질거야'에서는 전반적인 캐릭터와 설정, 내용 면에서도 비슷한 점이 보인다.

## 등장 인물

### 주요 인물
- 경천: 유아인

음악에 관심이 많은 대학생으로, 홍대 거리에서 공연하기도 하고 오디션 프로그램 결승전까지 진출할 정도로 실력도 있다. 그러나 사랑하는 은진이 다른 사람을 좋아한다는 사실을 알게 되면서 마음을 잃고 얼룩소로 변하고 만다. 얼룩소로 변한 이후 오사장과 소각자에 의해 쫓겨다니다가 일호에 의해 목숨을 건진 이후로는 어쩔 수 없이 자취방에서 일호와 같이 살게 되었다.
- 일호: 정유미

본명은 ‘우리별 일호’이다. 원래 지구를 관측하는 임무를 띄고 발사된 인공위성이었는데 수명이 거의 다하여 단지 우주에서 떠돌던 도중, 경천의 노랫소리를 듣고 목소리의 주인을 찾아 지구로 다시 내려오게 되었다. 내려오는 과정에서 우연히 쫓기던 경천을 구하게 되고 멀린에 의해 소녀의 몸을 갖게 된다. 사람의 몸을 하고 있지만 본디 인공위성이기 때문에 여러 가지 특수한 기능을 가지고 있으며 이를 통해 위기에 빠진 경천을 종종 구해낸다. 처음에는 경천의 노래가 마음에 들어 경천을 쫓아다니지만 점차 경천을 좋아하게 된다.
- 멀린: 이돈용

요정의 피를 이어받은 대마법사이지만 두루마리 휴지의 모습을 하고 있는데, 잠들어 있던 나무가 골프장 건설로 인해 벌목되었기 때문이라고 한다. 몸의 일부인 휴지장에 마법의 힘이 깃들어 있기 때문에 이를 풀어서 마법을 부릴 수 있다. 경천과 일호를 여러 가지로 도와주고 있다.
- 오사장: 조영빈

간을 구하기 위해 동물로 변한 인간들을 뒤쫓는 사냥꾼. 유리로 된 사물을 통해서 순간이동을 하거나 마법을 부릴 수 있다. 최근에는 얼룩소가 된 경천을 목표로 하고 있다.
- 소각자

마음을 잃고 동물이 된 인간들을 잡아다 불태워버리는 괴물.
- 은진: 조은선

경천과 같은 학과 소속인 후배. 경천이 짝사랑하고 있다.
- 북쪽마녀: 황석정

동물로 변한 인간들을 숲으로 데려가 보호하는 마녀. 멧돼지 같은 모습을 하고 있다.
- 검정개: 장형윤

경천이 자취방에서 기르는 검은 개.
- 주인 아주머니: 조태임

경천이 사는 자취방의 주인.

### 그외 인물
- 환상커플녀: 정유미
- 환상꼬마: 최도영
- 교수: 장혁진
- 조교: 최시형
- 사채업자: 장혁진
- 클럽 사장: 이돈용
- 뉴스 앵커: 최진우
- 뉴스 기자: 조은선
- 놀이터 아이: 최도영
- 놀이터 엄마: 최도영
- 놀이터 경찰: 장혁진
- 놀이터 사람들: 연상호, 황석정, 최진우, 김창수, 최시형, 김형미, 김혜진
- 이순신 장군: 조영각
- 자전거 소년: 최시형
- 행인들: 김예진, 최진우, 김창수, 연상호, 장형윤
- 어둠속 목소리: 조영각, 고은하, 표용수

## 제작진
- 제작: ㈜지금이 아니면 안돼
- 제공/배급: ㈜인디플러그
- 감독: 장형윤
- 프로듀서: 조영각
- 시나리오: 장형윤, 박지연, 정은경, 강선미
- 조감독: 박지연
- 스토리보드: 장형윤, 박지연
- 캐릭터 디자인: 장형윤, 박지연
- 작화감독: 김창수
- 레이아웃: 박지연, 김창수
- 제작프로듀서: 이호
- 원화: 김영국, 이현대, 이은혜
- 디지털 채색: 김민호
- 편집: 이연정
- 미술감독: 김영재
- 미술 총괄 수정: 김은숙
- 3D 슈퍼바이저: 최동혁
- 디지털 애니메이션: 조용익, 권은진
- 음악감독: 고경천
- 사운드 슈퍼바이저: 표용수

## OST
영화의 엔딩곡으로 쓰인 '아름다운 기억도'는 남주인공 경천의 테마곡이고 '기다려 줘'는 여주인공 일호의 테마곡이다.
| #  | 제목                         | 작사   | 작곡   | 재생 시간 |
| -- | ---------------------------- | ------ | ------ | --------- |
| 1. | 〈아름다운 기억도〉 (고경천) | 장형윤 | 고경천 | 5:12      |
| 2. | 〈거짓말쟁이〉 (고경천)      | 고경천 | 고경천 | 2:45      |
| 3. | 〈너의 걱정을〉 (고경천)     | 고경천 | 고경천 | 4:41      |
| 4. | 〈우리〉 (고경천)            | 고경천 | 고경천 | 2:51      |
| 5. | 〈기다려 줘〉 (이혜준)       | 이혜준 | 이혜준 | 2:59      |
| 6. | 〈호수〉 (고경천)            | 고경천 | 고경천 | 3:43      |

## 수상 및 후보
| 연도 | 시상식/영화제                                 | 상                                 | 초청 부문                       | 결과 |
| ---- | --------------------------------------------- | ---------------------------------- | ------------------------------- | ---- |
| 2014 | 제13회 달라스 아시안 영화제                   | 최우수 아시아 장편영화상           | 경쟁 장편                       | 후보 |
| 2014 | 제18회 판타지아 영화제                        | 사토시 콘 상 (최우수 애니메이션상) | 판타지아 Axis (애니메이션 경쟁) | 후보 |
| 2014 | 제18회 판타지아 영화제                        | 심사위원 특별언급                  | 판타지아 Axis (애니메이션 경쟁) | 수상 |
| 2014 | 제18회 서울 국제 만화 애니메이션 페스티벌     | 장편 그랑프리                      | 공식 경쟁 장편                  | 후보 |
| 2014 | 제2회 무주산골영화제                          | 뉴비전상 (대상)                    | 창(窓) 부문 (한국장편영화 경쟁) | 후보 |
| 2014 | 제47회 시체스 영화제                          | 최우수 장편 애니메이션상           | Anima't                         | 수상 |
| 2014 | 제52회 히혼 국제 영화제                       | AnimaFICX 상                       | AnimaFICX 장편                  | 후보 |
| 2014 | 2014 대한민국 콘텐츠대상                      | 문화체육관광부 장관상              | 문화체육관광부 장관상           | 수상 |
| 2014 | 제8회 아시아 태평양 스크린 어워드             | 최우수 애니메이션상                | 최우수 애니메이션상             | 후보 |
| 2015 | 제32회 애니마 - 브뤼셀 국제 애니메이션 영화제 | 국제 경쟁 부문 그랑프리            | 국제 경쟁 장편 영화             | 후보 |
| 2015 | 제18회 뉴욕 국제 어린이 영화제                | 장편 부문 대상(Grand Prize)        | 장편 영화(Features)             | 후보 |
| 2015 | 제18회 홀란드 애니메이션 영화제               | 장편 부문 그랑프리                 | 국제 경쟁                       | 후보 |
| 2015 | 제17회 퓨처 필름 페스티벌                     | 플래티넘 대상(Grand Prize)         | 플래티넘 경쟁                   | 후보 |
| 2015 | 제41회 시애틀 국제 영화제                     | 청소년 심사위원(Youth Jury) 상     | 가족영화(Films4Families)        | 후보 |
| 2015 | 제19회 황금 코끼리 인도 국제 어린이 영화제    | 장편 애니메이션 부문 황금 코끼리상 | 애니메이션 국제 경쟁            | 후보 |
| 2015 | 제13회 애니로그 국제 애니메이션 페스티벌      | 최우수 작품상                      | 장편 경쟁                       | 후보 |
| 2016 | 제17회 스톡홀름 주니어 영화제                 | 브론즈 호스(Bronze Horse)상        | 11+ 부문                        | 후보 |

## 기타
2014년 2월 13일 롯데시네마 홍대입구점에서시사회에 우리별 1호 개발의 주역인 KAIST의 동문들이 참석하였다. 이날 참석한 사람은 우리별 1호 개발 당시 임무분석, 열해석, 수신기·변복조부·안테나 설계를 맡은 박성동(쎄트랙아이 대표이사)을 비롯하여 우리별 2호 개발에 참여한 이우경(한국항공대학교 교수), 천진환(KAIST 동문회 국장), 박성진(스토리툰 대표), 추길재(카이스토리 CSO) 등이다. 장형윤 감독은 이날 우리별 위성 개발과 관련된 사람을 처음 만났다고 한다. 박성동은 “재작년 8월이 우리별 1호가 발사된 지 20주년이었다. 누군가가 이런 소재를 사용해 영화로 만들어 주었다는 것에 고마웠고 기분이 좋았다.”고 소감을 밝혔다.

## 같이 보기
- 우리별 1호